# La Roussière
La Roussière – miejscowość i dawna gmina we Francji, w regionie Normandia, w departamencie Eure. W 2013 roku jej populacja wynosiła 214 mieszkańców. 
W dniu 1 stycznia 2016 roku z połączenia 16 ówczesnych gmin – Ajou, La Barre-en-Ouche, Beaumesnil, Bosc-Renoult-en-Ouche, Épinay, Gisay-la-Coudre, Gouttières, Granchain, Jonquerets-de-Livet, Landepéreuse, La Roussière, Saint-Aubin-des-Hayes, Saint-Aubin-le-Guichard, Sainte-Marguerite-en-Ouche, Saint-Pierre-du-Mesnil oraz Thevray – utworzono nową gminę Mesnil-en-Ouche. Siedzibą gminy została miejscowość Beaumesnil. 